# Nervo (cràter)

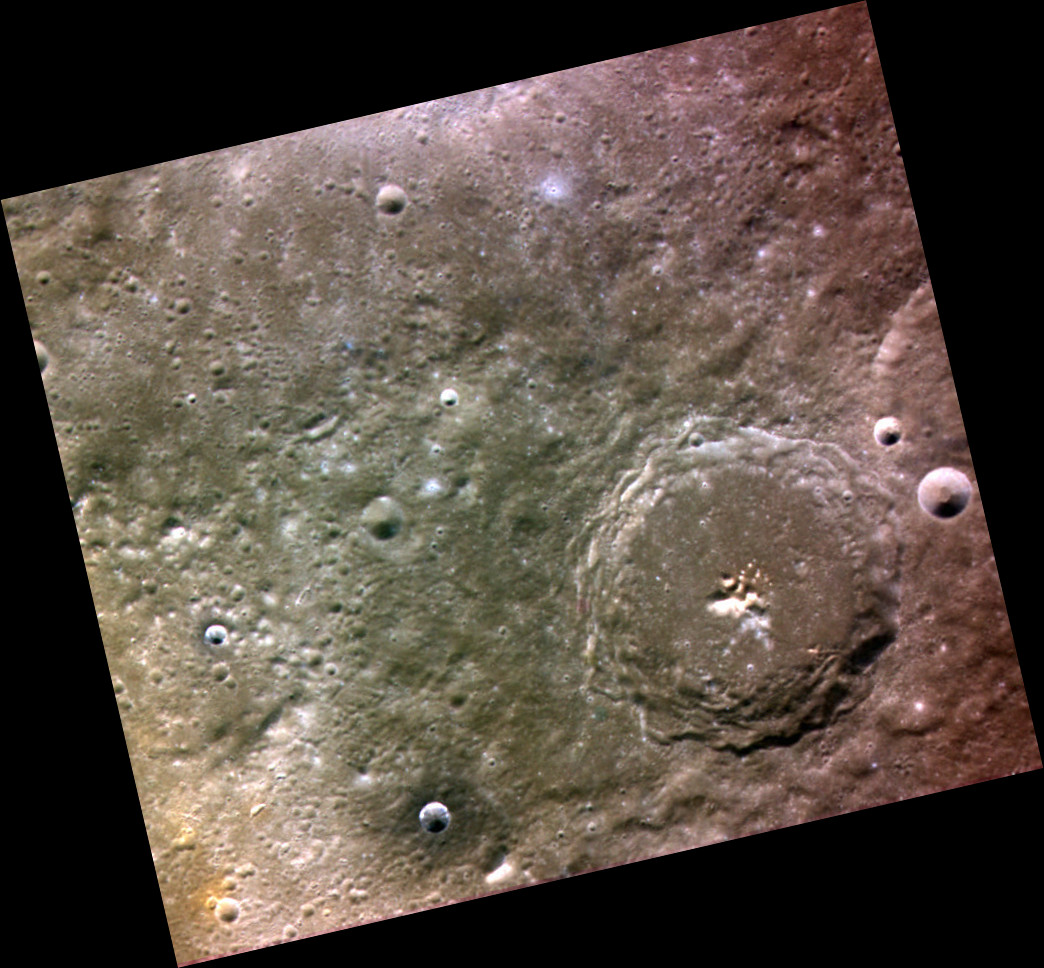
Fotografia del cràter Nervo realitzada per la sonda Messenger.

Nervo és un cràter d'impacte en el planeta Mercuri de 66 km de diàmetre. Porta el nom del poeta mexicà Amado Nervo
(1870-1919), i el seu nom va ser aprovat per la Unió Astronòmica Internacional el 1979.